# Sharon Smith (escriptora)
Sharon Smith (nascuda el 1956) és una escriptora, historiadora i activista estatunidenca. És coneguda pels seus assajos sobre socialisme i antiracisme.
Era una membre destacada del partit trotskista, dissolt el 2019, International Socialist Organization.

## Obres
Women and Socialism: Essays on Women's Liberation, ("Dones i Socialisme: Assajos sobre l'Alliberament de les Dones" en català) publicat per Haymarket Books el 2005, és una col·lecció d'escrits que tracten l'origen de l'opressió cap a les dones, la lluita pel dret a l'avortament, la trajectòria política del feminisme, el lloc de les dones en l'Islam, i les maneres sobre com el socialisme, segons Smith, podria superar l'opressió que pateixen les dones. En el contingut d'alguns d'aquests assajos, Smith planteja un argument que ja havia explicat anteriorment en un article més extens publicat a International Socialism, on qüestiona les polítiques identitàries com un mètode vàlid per fer avançar la lluita feminista i qualsevol altre lluita emancipadora.
El 2015 publica una versió revisada i actualitzada sota el nom de Women and Socialism: Class, Race, and Capital ("Dones i Socialisme: Classe, Raça i Capital" en català), on expandeix la teoria marxista de la "reproducció social".
Subterranean Fire: A History of Working-Class Radicalism in the United States and of Women ("Foc Subterrani: La Història del Radicalisme de la Classe Treballadora als Estats Units" en català), publicat per Haymarket Books el 2006, és la història del moviment obrer estatunidenc des de finals del segle xix fins a l'actualitat, enfocat sobretot en la funció de l'esquerra dins d'aquest moviment.
L'agost de 2017 publica A Marxist case for Intersectionality al portal Socialist Worker, més tard fou traduïda al castellà per la revista Viento Sur sota el títol Una defensa marxista de la interseccionalidad. En aquesta obra debat sobre diferents aproximacions a la qüestió de la interseccionalitat des del marxisme contemporani.
Sharon Smith escriu regularment per a diverses publicacions d'esquerres entre les quals destaquen CounterPunch, Dissident Voice, i la International Socialist Review.